# HD 82943 b
HD 82943 b est une exoplanète orbitant autour de HD 82943, une naine jaune-blanc située à environ 90 années-lumière (27,5 pc) du Soleil, dans la constellation de l'Hydre, qui possède un système planétaire dont deux planètes ont été détectées à ce jour :
| Planète                         | Masse (MJ) | Demi-grand axe (UA) | Période orbitale (d) | Excentricité |
| ------------------------------- | ---------- | ------------------- | -------------------- | ------------ |
|                                 |            |                     |                      |              |
| HD 82943 c                      | ≥ 2,01     | 0,746               | 219,3                | 0,359        |
| HD 82943 b                      | ≥ 1,75     | 1,19                | 441,2                | 0,219        |
|                                 |            |                     |                      |              |
| Système planétaire de HD 82943. |            |                     |                      |              |

## Désignation
HD 82943 b a été sélectionnée par l'Union astronomique internationale (UAI) pour la procédure NameExoWorlds, consultation publique préalable au choix de la désignation définitive de 305 exoplanètes découvertes avant le 31 décembre 2008 et réparties entre 260 systèmes planétaires hébergeant d'une à cinq planètes. La procédure, qui a débuté en juillet 2014, s'achèvera en août 2015, par l'annonce des résultats, lors d'une cérémonie publique, dans le cadre de la XIXe Assemblée générale de l'IAU qui se tiendra à Honolulu (Hawaï).

## Propriétés orbitales et physiques
HD 82943 b boucle en 441 jours une orbite excentrique dont le demi-grand axe vaut environ 1,19 UA. Seule la borne inférieure de sa masse a pu être estimée, son inclinaison par rapport au plan du ciel demeurant inconnue ; il s'agirait d'une géante gazeuse d'au moins 1,75 masse jovienne.